# Galbiate
Galbiate là một đô thị trong tỉnh Lecco, trong vùng Lombardia của Ý, cự ly khoảng 40 km về phía đông bắc của Milan và khoảng 6 km về phía nam của Lecco. Tại thời điểm ngày 31 tháng 12 năm 2004, đô thị này có dân số 8,511 người và diện tích là 16.1 km². Lago di Annone is located on its borders.
Galbiate giáp các đô thị: Annone di Brianza, Civate, Colle Brianza, Ello, Garlate, Lecco, Malgrate, Oggiono, Olginate, Pescate, Valgreghentino, Valmadrera.